# Pierre de Corneillan
Pierre de Corneillan (overleden: 24 augustus 1355) was de 28ste grootmeester van de Orde van Sint-Jan van Jeruzalem vanaf 1353 tot aan zijn dood. Hij volgde in 1353 Dieudonné de Gozon op.
De Corneillan verzette zich grotendeels tijdens zijn korte regeerperiode tegen de plannen van paus Innocentius VI, om de hoofdzetel van de Orde vanuit Rhodos te verplaatsen dichter naar het front van de islamieten. Hij deed dit met succes.